# Női felemáskorlát-gyakorlat a 2013-as nyári universiadén
A 2013-as nyári universiadén a torna női felemáskorlát-gyakorlat versenyszámát július 10-én rendezték.

## Eredmények
| #     | tornász              | ország             | D érték | E érték | büntető | össz.  |
| ----- | -------------------- | ------------------ | ------- | ------- | ------- | ------ |
|       | Alija Musztafina     | Oroszország (RUS)  | 6,300   | 8,900   | 0,00    | 15,200 |
|       | Tatyjana Nabijeva    | Oroszország (RUS)  | 6,000   | 8,525   | 0,00    | 14,525 |
|       | Lisa Katharina Hill  | Németország (GER)  | 6,100   | 8,400   | 0,00    | 14,500 |
| 4     | Kim Bui              | Németország (GER)  | 6,100   | 8,350   | 0,00    | 14,450 |
| 5     | Kang Yong Mi         | Észak-Korea (PRK)  | 6,100   | 8,225   | 0,00    | 14,325 |
| 6     | Minobe Jú            | Japán (JPN)        | 5,800   | 8,325   | 0,00    | 14,125 |
| 7     | Heo Seon Mi          | Dél-Korea (KOR)    | 5,700   | 8,225   | 0,00    | 13,925 |
| 8     | Marina Kosztjucsenko | Ukrajna (UKR)      | 4,900   | 6,875   | 0,00    | 11,775 |
| [...] |                      |                    |         |         |         |        |
| 16    | Böczögő Dorina       | Magyarország (HUN) | 5,100   | 7,850   | 0,00    | 12,950 |
| [...] |                      |                    |         |         |         |        |
| 53    | Diana Jerofejeva     | Lettország (LAT)   | 1,200   | 8,050   | 4,00    | 5,250  |